# Kirchenbezirk Rheinland
Der Kirchenbezirk Rheinland ist ein ehemaliger Kirchenbezirk der Selbständigen Evangelisch-Lutherischen Kirche (SELK). Seit dem 1. Januar 2016 gehört er zum Kirchenbezirk Rheinland-Westfalen.